# FC Shurtan Guzar
El FK Sho'rtan G'uzor es un equipo de fútbol de Uzbekistán que milita en la Liga de Fútbol de Uzbekistán, la liga de fútbol más importante del país.
Fue fundado en el año 1995 en la ciudad de Guzar, logrando su debut en la Liga en la Temporada 2006. Nunca ha sido campeón de liga, aunque llegó a la final de la Copa de Uzbekistán en el año 2010, siendo su mejor actuación en un torneo de fútbol en Uzbekistán.
A nivel internacional ha participado en 1 torneo continental, en la Copa de la AFC del año 2011, siendo eliminado en los octavos de final por el Al-Wihdat Club de Jordania.

## Palmarés
- Copa de Uzbekistán: 0
  - Finalista: 1

2010

## Participación en competiciones de la AFC
- Copa de la AFC: 1 aparición

2011 - Octavos de final